# Михайловский сельсовет (Дуванский район)
Михайловский сельсовет — муниципальное образование в Дуванском районе Башкортостана. 

## История
Согласно «Закону о границах, статусе и административных центрах муниципальных образований в Республике Башкортостан» имеет статус сельского поселения.

## Население
| 2002  | 2010  | 2012  | 2013  | 2014  | 2015  | 2016  |
| ----- | ----- | ----- | ----- | ----- | ----- | ----- |
| 1441  | ↘1392 | ↘1369 | ↘1360 | ↘1300 | ↘1285 | ↘1271 |
| 2017  |       |       |       |       |       |       |
| ↘1242 |       |       |       |       |       |       |

## Состав сельского поселения
| № | Населённый пункт | Тип населённого пункта       | Население |
| - | ---------------- | ---------------------------- | --------- |
| 1 | Михайловка       | село, административный центр | ↘994      |
| 2 | Митрофановка     | село                         | ↘207      |
| 3 | Новомихайловка   | деревня                      | ↘176      |
| 4 | Ежовка           | село                         | ↘8        |
| 5 | Игнашкино        | деревня                      | ↗4        |
| 6 | Кошелевка        | село                         | →3        |
| 7 | Пичугино         | деревня                      | ↘0        |